# Filly Funtasia
Filly Funtasia est une série d'animation fantasy créée par Jacob et Henrik Andersen pour Dracco. La série suit la pouliche Rose et ses amis alors qu'ils fréquentent une académie magique dans le royaume royal de Funtasia. La série s'inspire des jouets Filly. La série était à l'origine produite par Dracco Brands, BRB Internacional, Screen 21 et Black Dragon Entertainment, mais ces trois dernières sociétés ont abandonné la production de la série vers 2016, et la première a abandonné en 2019. Guangzhou Huamai Animation Studios, B-Water Animation Studios et Zhaolong Culture ont rejoint la production bien plus tard et ont réussi à compléter ce que les autres studios avaient laissé derrière eux.
Après cinq ans de développement très difficile à partir de 2014, lorsque Filly Funtasia était initialement censé commencer, la série est finalement diffusée pour la première fois le 11 mars 2019 sur la chaîne Frisbee, en Italie. La série est également diffusée pour la première fois le 28 novembre 2019 sur iQiyi en Chine.
L'émission est renouvelée pour une deuxième saison qui a été diffusée sur iQiyi le 25 décembre 2020. Début 2023, le renouvellement de la série est annoncé, et devrait être diffusée au cours de l'année 2024,. Début 2021, une version anglaise de la série produite plus tôt a commencé à être diffusée en continu sur les applications KidsFlix et MyToonz aux États-Unis pour trois épisodes. Le 3 mars 2022, la série débute officiellement avec une version anglaise finalisée sur Channel 5 à Singapour, les épisodes étant disponibles sur leur VOD meWATCH,.

## Synopsis
Filly Funtasia raconte les aventures de Rose, une pouliche licorne qui fréquente l'Académie royale de magie dans le royaume de Funtasia. Ses meilleures amies — Bella, une pouliche elfe, Lynn, une pouliche sorcière, Will, une pouliche fée, et Cédric, une pouliche royale — l'accompagnent dans cette école extraordinaire pour améliorer leurs compétences magiques, qu'il s'agisse de préparer des potions imprévisibles ou de lancer des sorts. Rose doit également faire face à la vie quotidienne d'une adolescente à l'école tout en apprenant à connaître le monde magique qui l'entoure.
Dans le sous-sol de l'académie vit Wranglum, un sorcier maléfique qui ressemble à un arbre et qui est enfermé dans un « miroir sombre », c'est-à-dire une prison de cristal. Battiwigs, une chauve-souris qui est l'animal domestique de Will et Cédric, travaille secrètement pour Wranglum en tant que serviteur maladroit et transporte son maître partout. Wranglum et Battiwigs élaborent divers plans pour essayer de voler tous les cristaux de l'académie qu'ils peuvent afin d'utiliser leur magie pour régner sur Funtasia.

## Production
Filly Funtasia est créé par les frères danois Jacob et Henrik Ranis Stokholm Andersen, qui ont également fondé la franchise Filly en 2006, et qui sont les réalisateurs de la série. Le développement commence durant l'été 2012, et Tine S. Norbøll, la développeuse de la franchise, écrit la bible de l'histoire de la série. Elle est également directrice artistique pour la série, bien que son travail ne soit pas crédité. BRB Internacional et son studio d'animation Studio 21 réalisent le travail d'animation à l'origine, avec un peu de sous-traitance de la part de Black Dragon Entertainment en Chine.
Parmi les membres notables du personnel de BRB qui ont travaillé sur la série, on peut citer Stevepeig, qui a conçu une partie du concept art et la façon dont les scènes se dérouleraient, et Dani Canovas, qui a conçu certains des personnages principaux tels que Rose et Will, et a fait le script couleur pour certaines scènes, ainsi que les arrière-plans.
Le 12 octobre 2012, des plans pour une série télévisée animée basée sur la franchise Filly ont été annoncés, avec le titre provisoire de Filly, et la série devait être diffusée dans le monde entier en 2014. Une bande-annonce pour la série est présentée au MIPTV en avril 2013. Le 29 mai 2013, la série est rebaptisée Filly Funtasia, et certains des scénaristes de la série sont révélés ; Dean Stefan, Noelle Wright, Jymn Magon, Johnny Hartmann, et Sean Derek. BRB Internacional devait distribuer l'émission à l'échelle internationale, à l'exception de l'Allemagne où Dracco s'en chargerait,,.
Une bande-annonce de l'émission est publiée officiellement par BRB sur YouTube le 15 octobre 2013. Une autre bande-annonce est publiée sur Twitter le 11 avril 2014, présentant des clips synchronisés avec le thème de fin de l'émission, From Now Until Forever. Une troisième bande-annonce est publiée le 13 octobre 2014 par Funtasia Daily, la BRB leur ayant offert la possibilité de la publier pour atteindre un public plus large. Une quatrième bande-annonce de l'émission est présentée au MIPCOM 2015 et est publiée le 6 octobre 2015, présentant des extraits de l'émission synchronisés avec le thème d'ouverture de l'émission, Magical World.
Plus tard en 2016, BRB et Screen 21 cessent de travailler sur la série et de s'y associer publiquement. On peut supposer qu'à cette époque, Black Dragon a également quitté la série. Vers 2018, la société espagnole B-Water Animation Studios et la société Guangzhou Huamai Animation Studios, basée à Hong Kong, rejoignent la production de la série et travaillent pour compléter ce que les studios précédents avaient laissé derrière eux. Une cinquième bande-annonce pour la série, qui serait le premier morceau Filly Funtasia depuis quelques années, est publiée sur Vimeo le 23 mars 2018 par B-Water. Ce serait également la dernière bande-annonce de l'émission à être publiée avant sa première un an plus tard.
Filly Funtasia connait un développement très difficile cinq ans avant sa sortie, et a été retardée à de nombreuses reprises avant d'être finalement diffusée en 2019. Bien que les raisons de ce retard ne soient pas claires, elles incluent probablement des problèmes financiers auxquels les frères Andersen étaient confrontés, BRB et Screen 21 ayant soudainement cessé la production de la série de leur côté, et Dracco ayant entamé une action en justice contre Simba Dickie Group. Dans la version finale des génériques anglais et chinois, personne de BRB et Screen 21 ou de Black Dragon n'a été crédité depuis que ces sociétés se sont retirées de leur implication dans la série.
Bien que l'anglais soit considéré comme la version originale de la série, il n'est publié officiellement nulle part avant 2021 ; cependant, diverses bandes-annonces en anglais ont été publiées avant. Les dernières bandes-annonces publiées par Imira Entertainment en 2019 contiennent les voix finalisées, tandis que les bandes-annonces précédentes publiées par BRB en 2014 présentaient des voix différentes. L'acteur irlandais Morgan C. Jones, qui travaille pour Telegael, participe à l'interprétation de personnages dans l'une de ces versions anglaises. La version anglaise finale, qui est finalement diffusée pour la première fois à Singapour, est enregistrée à New York par le studio Audioworks Producers Group. Kip Kaplan était le directeur vocal.
Le 17 janvier 2020, la série est renouvelée pour une deuxième saison qui est diffusée sur iQiyi le 25 décembre 2020. Une bande-annonce est publiée le 2 novembre 2020 sur le compte Weibo officiel de la série. Plusieurs sources chinoises ont mentionné les plans de la troisième saison de la série qui devait être créée et diffusée à la fin de 2021, qui est depuis reportée à 2024, mais les produits dérivés et la promotion en ligne et hors ligne se font lentement entre-temps.
Dracco Brands abandonne l'émission dans la saison 2, pour être remplacée par Zhaolong Culture en 2019. Zhaolong financerait la production des saisons 1 et 2, détenant les droits d'auteur, les droits de distribution et de merchandising, etc. La série est principalement distribuée par Imira Entertainment<, qui appartient à Toonz Media Group.